# Sitta cinnamoventris
O Sitta cinnamoventris é uma espécie de ave da família das trepadeiras. É nativa de Bangladesh, China, Índia, Laos, Myanmar, Nepal, Tailândia e Vietnã.